# Everybody Has a Plan
Everybody Has a Plan (spanska: Todos tenemos un plan) är en argentinsk kriminal-thrillerfilm från 2012. Filmen är regisserad av Ana Piterbarg, som även skrivit manus tillsammans med Ana Cohan.

## Rollista (i urval)
- Viggo Mortensen – Agustín / Pedro
- Soledad Villamil – Claudia
- Daniel Fanego – Adrián
- Javier Godino – Rubén
- Sofía Gala – Rosa
- Oscar Alegre – Amadeo Mendizábal
- Sergio Boris – Francisco Mendizábal
- Alberto Ajaka – Fernando Mendizábal
- Mauricio Soto – Pablo
- Nelly Cantero – Carmen